# Ван Ранкин, Хорхе
Хорхе Ван Ранкин Арельяно (исп. Jorge Van Rankin Arellano; род. 5 июня 1963 года, Мехико, Мексика) — мексиканский актёр, диктор, теле- радиоведущий.

## Биография
Родился 5 июня 1963 года в Мехико. Свою карьеру начал в 1987 году в качестве радиоведущего на радиостанции «XEW-AM» в рок-телепередаче «Слияние» и работал на радиостанции вплоть до 1990 года, после чего перешёл на телевидение в качестве телеведущего на «5 канал». В 1993 году вернулся на радиостанцию XEW-AM и вёл радиопередачу «Каньон». В 1996 году перешёл на радиостанцию «Los 40», где тут же возглавил радиостанцию и возглавлял ею вплоть до 2002 года, одновременно с этим являлся ведущим телеканала «Telehit». Мексиканские режиссёры, узнавшие о его успехах на радио и ТВ, пригласили его в мексиканский кинематограф, на что он ответил согласием, и в 1999 году зажглась его актёрская звезда. Всего снялся в 15 работах в мексиканских телесериалах. Телесериалы «Личико ангела», «Страсти по Саломее» и «Наперекор судьбе» оказались наиболее успешными в карьере актёра. В настоящее время является радиоведущим радиоканала «EXA».

## Фильмография
| №     | годы      | название фильма                            | название фильма              | роль                 |
| №     | годы      | по-русски                                  | оригинальное                 | роль                 |
| ----- | --------- | ------------------------------------------ | ---------------------------- | -------------------- |
| 1.    | 2016      | Мечта о любви (сериал)                     | Sueño de amor                |                      |
| 2.    | с 2012    | Девушка из поместья «Ураган» (сериал)      | La mujer del Vendaval        |                      |
| 3.    | с 2011    | Счастливая семья (сериал)                  | Una familia con suerte       | Nico                 |
| 4.    | с 2008    | Клянусь, что люблю тебя (сериал)           | Juro que te amo              | Dr. Buenrostro       |
| 5.    | с 2005    | Наперекор судьбе (сериал)                  | Contra viento y marea        | Dr. Ornelas          |
| 6.    | 2004—2005 | Невинность (сериал)                        | Inocente de ti               | Pepe Toño            |
| 7.    | 2003—2004 | Клетка (сериал)                            | La jaula                     | El Burro             |
| 8.    | 2002—2003 | Да здравствуют дети! (сериал)              | ¡Vivan los niños!            | Zopenko Karambazof   |
| 9.    | 2002—2005 | Большой Брат VIP: Мексика (сериал)         | Big Brother VIP: México      | 13th Evicted 2004-1) |
| 10.   | 2001—2002 | Страсти по Саломее (сериал)                | Salomé                       | Nelson               |
| 11.   | 2000—2001 | Личико ангела (сериал)                     | Carita de ángel              | Tadeo                |
| 12.   | 1999      | Серафин (сериал)                           | Serafín                      | El Burro Pomín       |
| 13.   | с 1985    | Женщина, случаи из реальной жизни (сериал) | Mujer, casos de la vida real |                      |
| камео |           |                                            |                              |                      |
| 14.   | с 2013    | Сегодня ночью с Платанито (сериал)         | Noches con Platanito         | гость                |
| 15.   | с 1998    | Сегодня (сериал)                           | Hoy                          | ведущий              |